# Richlands (Wirginia)
Richlands – miasto w Stanach Zjednoczonych, w stanie Wirginia, w hrabstwie Tazewell.